# Kuchary-Skotniki (gromada)
Kuchary-Skotniki (do 30 XII 1959 Przybójewo) – dawna gromada, czyli najmniejsza jednostka podziału terytorialnego Polskiej Rzeczypospolitej Ludowej w latach 1954–1972.
Gromady, z gromadzkimi radami narodowymi (GRN) jako organami władzy najniższego stopnia na wsi, funkcjonowały od reformy reorganizującej administrację wiejską przeprowadzonej jesienią 1954 do momentu ich zniesienia z dniem 1 stycznia 1973, tym samym wypierając organizację gminną w latach 1954–1972.
Gromadę Kuchary-Skotniki siedzibą GRN w Kucharach-Skotnikach utworzono 31 grudnia 1959 w powiecie płońskim w woj. warszawskim w związku z przeniesieniem siedziby GRN gromady Przybójewo z Przybójewa do Kuchar-Skotnik i zmianą nazwy jednostki na gromada Kuchary-Skotniki; równocześnie do nowo utworzonej gromady Kuchary-Skotniki włączono obszary zniesionych gromad Strzębowo i Radzikowo (bez wsi Boguszyn Nowy i Boguszyn Stary).
Gromada przetrwała do końca 1972 roku, czyli do kolejnej reformy gminnej.